# Длиннохвостая сорокопутовая пиха
Длиннохвостая сорокопутовая пиха (лат. Lipaugus fuscocinereus) — вид птиц рода сорокопутовых пих семейства котинговых. Подвидов не выделяют.

## Распространение
Обитает в основном в западных Андах Колумбии (Антьокия и Северный Сантандер), а также по восточному склону в Эквадоре и на крайнем севере Перу (Серро-Чингуэла на севере Кахамарки).

## Описание
Длина тела составляет в среднем 33 см; хвост от 15 до 16 см, размах крыльев 18 см. Масса около 138 г. Клюв толстый, короткий и слегка изогнутый. Оперение полностью серое; темя и лицо также серые.